# FIDE Album
FIDE Album je publikacija, ki ga izdaja Splošna komisija FIDE za problemski šah (PCCC) in vsebuje najboljše šahovske probleme in študije določenega (običajno triletnega) obdobja. Ob začetku izdajanja so izdali tudi retrospektivne albume 1914-44 in 1945-55, načrtovan pa je bil tudi album s problemi iz obdobja do leta 1914, vendar ni bil nikoli realiziran.
Probleme in študije, ki so kandidati za uvrstitev v album ocenijo trije sodniki z ocenami od 0 do 5. V Album so uvrščeni problemi, ki imajo vsoto ocen vsaj 8 (včasih le 7,5).
Uvrstitev probemov v Album je tudi sodilo za podeljevanje nazivov v problemskem šahu. Vsak uvrščen problem prinaša avtorju 1 točko, študija pa 1,66 točke; če je problem soavtorski, se točke razdelijo.
Za naslov mojster FIDE potrebuje sestavljalec problemov 12 točk, za naslov mednarodni mojster 25 točk, za velemojstrski naslov pa 70 točk, ki pa seveda niso nujno dosežene v enem albumu.
Danes so v Albumu naslednje zvrsti problemov:
- dvopotezniki (mat v 2 potezah)
- tropotezniki (mat v 3 potezah)
- večpotezniki
- šahovske študije
- samomati
- pomožni mati
- heterodoksni šahovski problemi
- retroanalitični in matematični problemi

Prve albume FIDE je urejal Nenad Petrović, do leta 1985 so izhajali v Zagrebu.
Dosedaj so izšli albumi (poleg je leto izdaje in število problemov):
1. 1914-44 I  	1972  	72 (Petrović, Nenad - urednik, FIDE Album: 1914-1944/I. Zagreb 1971. (COBISS))
2. 1914-44 II 	1972 	1278
3. 1914-44 III 	1975 	806
4. 1945-55 	1964 	1891
5. 1956-58 	1961 661
6. 1959-61 	1966 	738
7. 1962-64 	1968 	908
8. 1965-67 	1976 	800
9. 1968-70 	1977 	805
10. 1971-73 	1978 	800
11. 1974-76 	1980 	800
12. 1977-79 	1984 	800
13. 1980-82 	1988 	1083
14. 1983-85 	1992 	1103
15. 1986-88 	1995 	1114
16. 1989-91 	1997 	1056
17. 1992-94 	2001 	963
18. 1995-97 	2004 	1153
19. 1998-2000 v pripravi
20. 2000-2002 v pripravi